# Batalla de Heiligerlee
La batalla de Heiligerlee, librada el 23 de mayo de 1568 en la provincia de Groninga, en Holanda, fue la primera batalla «oficial» de la guerra de los Ochenta Años entre la Monarquía Hispánica de la casa de Austria y los rebeldes neerlandeses. En abril del mismo año ya se habían producido enfrentamientos entre los dos contendientes en la batalla de Dalen.

## Campaña
Luis de Nassau y Adolfo de Nassau, hermanos de Guillermo de Orange, el caudillo de la rebelión neerlandesa contra las autoridades españolas, invadieron al frente de un ejército de unos 4.000 hombres la provincia de Groninga defendida por el estatúder Juan de Ligne con poco más de 3000 hombres, que rechazó presentar batalla a la espera de refuerzos.

## La batalla
El 23 de mayo de 1568, la caballería comandada por Adolfo de Nassau consiguió atraer a una emboscada al ejército español cerca del monasterio de Heiligerlee (Oldambt). La emboscada dio resultado y las fuerzas reales perdieron más de la mitad de sus hombres por solo 1 de las Provincias Unidas (se cayó del caballo), entre los que estaba el propio Adolfo de Nassau.

## Resultado
Tras la batalla, Luis de Nassau no fue capaz de tomar la ciudad de Groninga, y dos meses más tarde su ejército, reforzado hasta alcanzar los 10 000 hombres, fue derrotado por las fuerzas comandadas por Fernando Álvarez de Toledo y Pimentel, el III duque de Alba, en la batalla de Jemmingen.
La batalla tuvo el inesperado resultado de sellar el destino del Tercio Viejo de Cerdeña, que el duque de Alba consideraba culpable de

la batalla que, durante muchos años, fue la única victoria en campo abierto de un ejército holandés.

Luego de la aplastante victoria española en la batalla de Jemmingen y al pasar el tercio por el lugar donde había sido vencido, incendió el lugar y el duque decidió disolverlo y repartir a sus componentes entre otras unidades.